# 39e législature du Québec
| 38e législature      | 38e législature      | 38e législature      | 39e législature      | 39e législature      | 39e législature      | 39e législature      | 39e législature      | 39e législature      | 39e législature      | 39e législature      | 39e législature      | 39e législature      | 39e législature      | 39e législature      | 39e législature      | 39e législature      | 39e législature      | 39e législature      | 40e législature     | 40e législature     | 40e législature     | 40e législature     | 40e législature     |
| Gouvernement Charest | Gouvernement Charest | Gouvernement Charest | Gouvernement Charest | Gouvernement Charest | Gouvernement Charest | Gouvernement Charest | Gouvernement Charest | Gouvernement Charest | Gouvernement Charest | Gouvernement Charest | Gouvernement Charest | Gouvernement Charest | Gouvernement Charest | Gouvernement Charest | Gouvernement Charest | Gouvernement Charest | Gouvernement Charest | Gouvernement Charest | Gouvernement Marois | Gouvernement Marois | Gouvernement Marois | Gouvernement Marois | Gouvernement Marois |
| 2008                 | 2008                 | 2008                 | 2008                 | 2009                 | 2009                 | 2009                 | 2009                 | 2010                 | 2010                 | 2010                 | 2010                 | 2011                 | 2011                 | 2011                 | 2011                 | 2012                 | 2012                 | 2012                 | 2012                | 2013                | 2013                | 2013                | 2013                |

La 39e législature du Québec est élue lors de l'élection générale québécoise de 2008 tenue le 8 décembre 2008. Elle permet la reconduction du gouvernement libéral de Jean Charest, mais cette fois avec une majorité des sièges à l'Assemblée nationale.
Elle est dissoute par le lieutenant-gouverneur Pierre Duchesne, sur demande du premier ministre, le 1er août 2012.

## Bilan
Élu avec une courte majorité de 66 députés sur 125 lors de l'élection générale québécoise de 2008, le gouvernement libéral de Jean Charest doit défendre son intégrité dans plusieurs dossiers au cours de son troisième mandat.
Le gouvernement a eu maille à partir avec l'opposition péquiste en matière d'intégrité dès 2009. Le critique du Parti québécois en matière de famille, Nicolas Girard, remet en question l'attribution de permis de garderies à des personnes proches du parti au pouvoir. Cette remise en cause du programme des Centres de la petite enfance éclabousse le ministre responsable du dossier, Tony Tomassi, qui doit démissionner le 6 mai 2010 et faire face à des accusations criminelles.
Les allégations de l'ancien procureur général, Marc Bellemare liant le financement du Parti libéral et la nomination des juges forcent la tenue d'une commission d'enquête présidée par l'ex-juge de la Cour suprême du Canada, Michel Bastarache, qui conclut en janvier 2011 que Me Bellemare n'a pas subi de « pressions colossales » pour la nomination de juges, comme il l'avait soutenu. Toutefois, le rapport note que le processus de nomination des juges est « perméable » à des influences de toutes sortes et formule 46 recommandations.
Cependant, le dossier qui a occupé le plus de place dans les débats publics sont liés à l'attribution des contrats publics dans le domaine de la construction. Dès 2009, les reportages de l'émission Enquête et d'autres médias mettent au jour des scandales de collusion et de corruption liant des entrepreneurs en construction, des firmes de génie-conseil, un grand syndicat de la construction et des organisateurs politiques, sur la scène municipale et provinciale.
Le gouvernement Charest s'est opposé pendant deux ans aux demandes des partis d'opposition qui exigeaient une commission d'enquête, proposant plutôt des mesures législatives comme la création d'une unité permanente anti-corruption et une réforme du placement syndical. Il doit cependant faire volte-face après la fuite d'un rapport de l'ancien chef de police de Montréal, Jacques Duchesneau qui note de nombreux problèmes au ministère des Transports et met en place la commission Charbonneau en octobre 2011.
Les premiers mois de 2012 sont marqués par la plus longue grève étudiante de l'histoire du Québec. Au plus fort du conflit, plus de 300 000 étudiants abandonnent les salles de cours des cégeps et universités. Le 18 mai, le gouvernement reçoit l'appui de la Coalition avenir Québec pour adopter le projet de loi 78, qui force le retour en classe et limite le droit de manifester sous peine de lourdes amendes. La loi suscite des réactions négatives au Québec et à l'étranger.

## Projets de loi marquants
La 39e législature s'est déroulé sur deux sessions parlementaires.

### 1resession
La 1re session parlementaire de la législature s'est déroulé du 13 janvier 2009 au 22 février 2011. Les projets de lois marquants sont les suivants :
- Projet de loi no 63 : Afin de moderniser l'ancienne Loi sur les compagnies, l'Assemblée nationale adopte la Loi sur les sociétés par action, calqué sur la loi similaire du Parlement canadien.
- Projet de loi no 115 : Le 19 octobre 2010, l'Assemblée nationale adopte la Loi faisant suite aux décisions judiciaires en matière de langue d’enseignement. Cette loi modifie la Charte de la langue française de façon à tenir du jugement Nguyen c. Québec de la Cour suprême du Canada ayant invalidé la loi 104. La loi augmente à trois ans la durée nécessaire en école anglaise privée pour avoir accès à l'école anglaise publique et crée une grille de critère pour en déterminer l'accès.

### 2esession
La 2e session parlementaire de la législature s'est déroulé du 23 février 2011 au 1er août 2012. Les projets de loi marquants sont les suivants :
- Projet de loi no 78 : Dans le contexte de la grève étudiante québécoise de 2012, l'Assemblée nationale adopte, le 18 mai 2012, la Loi permettant aux étudiants de recevoir l’enseignement dispensé par les établissements de niveau postsecondaire qu'ils fréquentent. Cette loi vise à mettre fin à la grève dans les cégeps et universités du Québec. Elle restreint le droit de manifester et créer des recours contre les associations étudiantes et les syndicats fautifs.

## Chronologie

### Événements généraux

#### 2008
- 8 décembre : 39e élection générale québécoise (résultats)
- 16 décembre : Assermentation des 66 députés du Parti libéral du Québec.
- 17 décembre : Assermentation du député de Québec solidaire, Amir Khadir.
- 18 décembre : Assermentation du conseil des ministres, et assermentation des 51 députés du Parti québécois.
- 19 décembre : Assermentation des 7 députés de l'Action démocratique du Québec.

#### 2009
- 13 janvier : Ouverture de la première session parlementaire en séance extraordinaire.
- 10 mars : Discours du Trône. Le premier ministre Jean Charest prévoit des temps difficile en raison de la crise économique. Il annonce que le prochain budget sera déficitaire, mais évitera les coupures dans le système de santé et d'éducation[2].
- 19 mars : La ministre des Finances Monique Jérôme-Forget présente le budget 2009-2010. Le budget prévoit des revenus de 62,2 milliards de dollars et un déficit de 3,9 milliards. La ministre annonce une augmentation de la TVQ pour janvier 2011[3].

#### 2010
- 30 mars : premier budget présenté par Raymond Bachand.
- 6 mai : Le premier ministre, Jean Charest, démet de ses fonctions le ministre de la Famille Tony Tomassi. Celui-ci est aussi exclu du caucus libéral.
- 9 décembre : L'Assemblée nationale adopte à l'unanimité la motion nommant Jacques Drouin comme directeur général des élections. Celui-ci est assermenté le 6 janvier 2012.

#### 2011
- 3 février : Jean Charest procède à un léger remaniement ministériel, faisant accéder Geoffrey Kelley, Pierre Moreau et Alain Paquet au Conseil des ministres.
- 22 février : Prorogation de la 1re session de la législature.
- 23 février : Ouverture de la 2e session de la législature.
- 1er avril : Démission d'Yvon Vallières en tant que président de l'Assemblée nationale.
- 5 avril : Jacques Chagnon est désigné président de l'Assemblée nationale par les membres de celle-ci.
- 6 juin : Les députés péquistes Louise Beaudoin, Pierre Curzi et Lisette Lapointe quittent le Parti québécois et siègent comme indépendants en raison de l'appui du Parti québécois au projet de loi no 204 visant à immuniser le projet d'amphithéâtre de Québec des poursuites judiciaires[4].
- 7 juin : Le député de Nicolet-Yamaska, Jean-Martin Aussant, quitte lui aussi le caucus du Parti québécois et devient député indépendant en critiquant la partisanerie de la chef du parti Pauline Marois. En conférence de presse, M. Aussant lui a d'ailleurs demandé de démissionner[4].
- 21 juin : Le député Benoit Charette démissionne du Parti québécois pour siéger comme indépendant[5].
- 21 juin : Le député René Gauvreau quitte le caucus du Parti québécois à la demande de Pauline Marois en raison d'allégation de fraude et d'abus de confiance[5].
- 7 septembre : Le premier ministre Jean Charest procède à quelques modifications au Conseil des ministres.
- 20 octobre : Publication à la Gazette officielle du Québec de la liste des 125 nouvelles circonscriptions électorales délimitées par la Commission de la représentation électorale[6]. La nouvelle délimitation entrera en vigueur pour la tenue de la prochaine élection générale.
- 31 octobre : Le parti Option nationale est autorisé par le directeur général des élections. Son chef est le député Jean-Martin Aussant, qui siège dorénavant en tant que député de ce parti.
- 4 novembre : Le parti Coalition avenir Québec est autorisé par le directeur général des élections. Son chef est François Legault.
- 22 novembre : Guy Leclair est exclu du caucus du Parti québécois par la chef Pauline Marois[7].
- 24 novembre : Daniel Ratthé est exclu du caucus du Parti québécois par la chef Pauline Marois en raison des rumeurs voulant qu'il se joigne à la Coalition avenir Québec[8].
- 1er décembre : Guy Leclair est réintégré au caucus du Parti québécois.
- 19 décembre : Ralliement à la Coalition avenir Québec de quatre députés indépendants, les ex-péquistes Benoit Charette et Daniel Ratthé et les ex-adéquistes Éric Caire et Marc Picard[9].

#### 2012
- 9 janvier : François Rebello, député de La Prairie, démissionne du Parti québécois pour rejoindre la Coalition avenir Québec[10].
- 14 février : La fusion entre les partis Action démocratique du Québec et Coalition avenir Québec devient effective[11]. Les députés François Bonnardel, Éric Caire, Benoit Charette, Gérard Deltell, Janvier Grondin, Marc Picard, Daniel Ratthé, François Rebello et Sylvie Roy siègent dorénavant en tant que députés du parti Coalition avenir Québec.

### Élections partielles et démissions

#### 2009
- 6 mars : Démission du député de Rivière-du-Loup et chef de l'Action démocratique du Québec, Mario Dumont.
- 8 avril : Démission de la députée de Marguerite-Bourgeoys et ministre des Finances, Monique Jérôme-Forget.
- 22 juin : Tenue d'une élection partielle dans Marguerite-Bourgeoys et Rivière-du-Loup. Les libéraux Clément Gignac et Jean D'Amour sont élus.
- 24 juin : Démission du député péquiste de Rousseau, François Legault.
- septembre : Tenue d'une élection partielle dans Rousseau. Le candidat du Parti québécois, Nicolas Marceau, remporte l'élection.
- 14 décembre : Démission du député péquiste de Vachon, Camil Bouchard.

#### 2010
- 5 juillet : Tenue d'une élection partielle dans Vachon. La candidate du Parti québécois, Martine Ouellet, remporte l'élection.
- 9 août : Démission du député de Saint-Laurent, leader parlementaire du gouvernement et ministre de la Sécurité publique, Jacques P. Dupuis
- 3 septembre : Démission du député de Kamouraska-Témiscouata, ministre de l'Agriculture, des Pêcheries et de l'Alimentation et ministre responsable des Affaires intergouvernementales et de la Francophonie canadiennes, Claude Béchard. Il meurt le 7 septembre.
- 13 septembre : Tenue d'une élection partielle dans Saint-Laurent. Le candidat libéral Jean-Marc Fournier est élu.
- 29 novembre : Tenue d'une élection partielle dans Kamouraska-Témiscouata. Le candidat du Parti québécois, André Simard, est élu.

#### 2011
- 6 septembre : Démission de la député de Bonaventure, vice-première ministre et ministre des Ressources naturelles et du Plan nord, Nathalie Normandeau[12].
- 5 décembre : Tenue d'une élection partielle dans Bonaventure. Le candidat du Parti libéral, Damien Arsenault, est élu.
- 16 décembre : Démission du député d'Argenteuil, David Whissell.

#### 2012
- 3 mai : Démission du député de LaFontaine, Tony Tomassi.
- 14 mai : Démission de la député de Bourassa-Sauvé, Line Beauchamp.
- 11 juin : Tenue de deux élections partielles. Le candidat du Parti québécois, Roland Richer, est élu dans Argenteuil. Le candidat du Parti libéral, Marc Tanguay, est élu dans Lafontaine.

### Conseil des ministres
Tel qu'il l'avait fait lors de la 38e législature du Québec, le premier ministre Jean Charest a décidé de former un gouvernement composé à parts égales entre les hommes et les femmes. Cet engagement n'a toutefois pas été tenu de façon uniforme au cours de la législature.
Le premier ministre a procédé à quelques remaniement ministériels en raison de démission (Monique Jérôme-Forget, Jacques P. Dupuis), de décès (Claude Béchard) ou d'expulsion (Tony Tomassi, David Whissell).
Nathalie Normandeau, Line Beauchamp et Michelle Courchesne ont occupé successivement le poste de vice-première ministre.

## Évolution des députés par parti
|                                      |         |                 |                     |                  |             |                  |                  |
| Période                              | Libéral | Parti québécois | Action démocratique | Québec solidaire | Indépendant | Option nationale | Coalition avenir |
| décembre 2008 à mars 2009            | 66      | 51              | 7                   | 1                | 0           | –                | –                |
| mars 2009 à avril 2009               | 66      | 51              | 6                   | 1                | 0           | –                | –                |
| avril 2009 à juin 2009               | 65      | 51              | 6                   | 1                | 0           | –                | –                |
| juin 2009 à septembre 2009           | 67      | 50              | 6                   | 1                | 0           | –                | –                |
| septembre 2009 à novembre 2009       | 67      | 51              | 6                   | 1                | 0           | –                | –                |
| novembre 2009 à décembre 2009        | 67      | 51              | 4                   | 1                | 2           | –                | –                |
| décembre 2009 à mai 2010             | 67      | 50              | 4                   | 1                | 2           | –                | –                |
| mai 2010 à juillet 2010              | 66      | 50              | 4                   | 1                | 3           | –                | –                |
| juillet 2010 à août 2010             | 66      | 51              | 4                   | 1                | 3           | –                | –                |
| août 2010 à novembre 2010            | 65      | 51              | 4                   | 1                | 3           | –                | –                |
| novembre 2010 à juin 2011            | 65      | 52              | 4                   | 1                | 3           | –                | –                |
| juin 2011 à septembre 2011           | 65      | 46              | 4                   | 1                | 9           | –                | –                |
| 6 septembre 2011 au 31 octobre 2011  | 64      | 46              | 4                   | 1                | 9           | –                | –                |
| 31 octobre 2011 au 24 novembre 2011  | 64      | 46              | 4                   | 1                | 8           | 1                | –                |
| 24 novembre 2011 au 5 décembre 2011  | 64      | 45              | 4                   | 1                | 9           | 1                | –                |
| 5 décembre 2011 au 16 décembre 2011  | 65      | 45              | 4                   | 1                | 9           | 1                | –                |
| 16 décembre 2011 au 19 décembre 2011 | 64      | 45              | 4                   | 1                | 9           | 1                | –                |
| 19 décembre 2011 au 9 janvier 2012   | 64      | 45              | 4                   | 1                | 5           | 1                | 4                |
| 9 janvier 2012 au 14 février 2012    | 64      | 44              | 4                   | 1                | 5           | 1                | 5                |
| 14 février 2012 à avril 2012         | 64      | 44              | –                   | 1                | 5           | 1                | 9                |
| avril 2012 à mai 2012                | 64      | 46              | –                   | 1                | 3           | 1                | 9                |
| mai 2012 au 14 mai 2012              | 64      | 46              | –                   | 1                | 2           | 1                | 9                |
| 14 mai 2012 au 11 juin 2012          | 63      | 46              | –                   | 1                | 2           | 1                | 9                |
| 11 juin 2012 à la dissolution        | 64      | 47              | –                   | 1                | 2           | 1                | 9                |

## Sondages
| |
| - Parti libéral - Parti québécois - Action démocratique - Coalition avenir - Québec solidaire - Option nationale - Parti vert |

## Liste des députés
- Les noms gras indiquent que la personne a été membre du conseil des ministres durant la législature.
- Les noms en italique indiquent les personnes qui ont été chefs d'un parti politique durant la législature (Jean-Martin Aussant, Jean Charest, Gérard Deltell, Mario Dumont, Amir Khadir et Pauline Marois).

|  | Nom                               | Parti                                                                                | Circonscription             |
|  | --------------------------------- | ------------------------------------------------------------------------------------ | --------------------------- |
|  | Pierre Corbeil                    | Libéral                                                                              | Abitibi-Est                 |
|  | François Gendron                  | Parti québécois                                                                      | Abitibi-Ouest               |
|  | Christine St-Pierre               | Libéral                                                                              | Acadie                      |
|  | Lise Thériault                    | Libéral                                                                              | Anjou                       |
|  | David Whissell (2008-2011)        | Libéral                                                                              | Argenteuil                  |
|  | Roland Richer (2012)              | Parti québécois                                                                      | Argenteuil                  |
|  | Claude Bachand                    | Libéral                                                                              | Arthabaska                  |
|  | Janvier Grondin                   | Action démocratique (2008-2012) Coalition avenir (2012)                              | Beauce-Nord                 |
|  | Robert Dutil                      | Libéral                                                                              | Beauce-Sud                  |
|  | Guy Leclair                       | Parti québécois                                                                      | Beauharnois                 |
|  | Dominique Vien                    | Libéral                                                                              | Bellechasse                 |
|  | André Villeneuve                  | Parti québécois                                                                      | Berthier                    |
|  | Claude Cousineau                  | Parti québécois                                                                      | Bertrand                    |
|  | Daniel Ratthé                     | Parti québécois (2008-2011) Indépendant (2011-2012) Coalition avenir (2011-2012)     | Blainville                  |
|  | Nathalie Normandeau (2008-2011)   | Libéral                                                                              | Bonaventure                 |
|  | Damien Arsenault (2011-2012)      | Libéral                                                                              | Bonaventure                 |
|  | Pierre Curzi                      | Parti québécois (2008-2011) Indépendant (2011-2012)                                  | Borduas                     |
|  | Line Beauchamp (2008-2012)        | Libéral                                                                              | Bourassa-Sauvé              |
|  | Maka Kotto                        | Parti québécois                                                                      | Bourget                     |
|  | Pierre Paradis                    | Libéral                                                                              | Brome-Missisquoi            |
|  | Bertrand St-Arnaud                | Parti québécois                                                                      | Chambly                     |
|  | Noëlla Champagne                  | Parti québécois                                                                      | Champlain                   |
|  | Marc Carrière                     | Libéral                                                                              | Chapleau                    |
|  | Michel Pigeon                     | Libéral                                                                              | Charlesbourg                |
|  | Pauline Marois                    | Parti québécois                                                                      | Charlevoix                  |
|  | Pierre Moreau                     | Libéral                                                                              | Châteauguay                 |
|  | Gérard Deltell                    | Action démocratique (2008-2012) Coalition avenir (2012)                              | Chauveau                    |
|  | Stéphane Bédard                   | Parti québécois                                                                      | Chicoutimi                  |
|  | Guy Ouellette                     | Libéral                                                                              | Chomedey                    |
|  | Marc Picard                       | Action démocratique (2008-2009) Indépendant (2009-2011) Coalition avenir (2011-2012) | Chutes-de-la-Chaudière      |
|  | Lisette Lapointe                  | Parti québécois (2008-2011) Indépendant (2011-2012)                                  | Crémazie                    |
|  | Lawrence Bergman                  | Libéral                                                                              | D'Arcy-McGee                |
|  | Benoit Charette                   | Parti québécois (2008-2011) Indépendant (2011) Coalition avenir (2011-2012)          | Deux-Montagnes              |
|  | Yves-François Blanchet            | Parti québécois                                                                      | Drummond                    |
|  | Serge Simard                      | Libéral                                                                              | Dubuc                       |
|  | Lorraine Richard                  | Parti québécois                                                                      | Duplessis                   |
|  | Michelle Courchesne               | Libéral                                                                              | Fabre                       |
|  | Laurent Lessard                   | Libéral                                                                              | Frontenac                   |
|  | Georges Mamelonet                 | Libéral                                                                              | Gaspé                       |
|  | Stéphanie Vallée                  | Libéral                                                                              | Gatineau                    |
|  | Nicolas Girard                    | Parti québécois                                                                      | Gouin                       |
|  | René Gauvreau                     | Parti québécois (2008-2011) Indépendant (2011-2012) Parti québécois (2012)           | Groulx                      |
|  | Carole Poirier                    | Parti québécois                                                                      | Hochelaga-Maisonneuve       |
|  | Maryse Gaudreault                 | Libéral                                                                              | Hull                        |
|  | Stéphane Billette                 | Libéral                                                                              | Huntingdon                  |
|  | Marie Bouillé                     | Parti québécois                                                                      | Iberville                   |
|  | Germain Chevarie                  | Libéral                                                                              | Îles-de-la-Madeleine        |
|  | Geoffrey Kelley                   | Libéral                                                                              | Jacques-Cartier             |
|  | André Drolet                      | Libéral                                                                              | Jean-Lesage                 |
|  | Yves Bolduc                       | Libéral                                                                              | Jean-Talon                  |
|  | Filomena Rotiroti                 | Libéral                                                                              | Jeanne-Mance–Viger          |
|  | Étienne-Alexis Boucher            | Parti québécois                                                                      | Johnson                     |
|  | Véronique Hivon                   | Parti québécois                                                                      | Joliette                    |
|  | Sylvain Gaudreault                | Parti québécois                                                                      | Jonquière                   |
|  | Claude Béchard (2008-2010)        | Libéral                                                                              | Kamouraska-Témiscouata      |
|  | André Simard (2010-2012)          | Parti québécois                                                                      | Kamouraska-Témiscouata      |
|  | Scott McKay                       | Parti québécois                                                                      | L'Assomption                |
|  | Éric Caire                        | Action démocratique (2008-2009) Indépendant (2009-2011) Coalition avenir (2011-2012) | La Peltrie                  |
|  | Fatima Houda-Pepin                | Libéral                                                                              | La Pinière                  |
|  | François Rebello                  | Parti québécois (2008-2012) Coalition avenir (2012)                                  | La Prairie                  |
|  | Sylvain Pagé                      | Parti québécois                                                                      | Labelle                     |
|  | Alexandre Cloutier                | Parti québécois                                                                      | Lac-Saint-Jean              |
|  | Tony Tomassi (2008-2012)          | Libéral (2008-2010) Indépendant (2010-2012)                                          | LaFontaine                  |
|  | Marc Tanguay (2012)               | Libéral                                                                              | LaFontaine                  |
|  | Nicole Ménard                     | Libéral                                                                              | Laporte                     |
|  | Gerry Sklavounos                  | Libéral                                                                              | Laurier-Dorion              |
|  | Alain Paquet                      | Libéral                                                                              | Laval-des-Rapides           |
|  | Julie Boulet                      | Libéral                                                                              | Laviolette                  |
|  | Gilles Lehouillier                | Libéral                                                                              | Lévis                       |
|  | Sylvie Roy                        | Action démocratique (2008-2012) Coalition avenir (2012)                              | Lotbinière                  |
|  | Sam Hamad                         | Libéral                                                                              | Louis-Hébert                |
|  | Monique Jérôme-Forget (2008-2009) | Libéral                                                                              | Marguerite-Bourgeoys        |
|  | Clément Gignac (2009-2012)        | Libéral                                                                              | Marguerite-Bourgeoys        |
|  | Monique Richard                   | Parti québécois                                                                      | Marguerite-D'Youville       |
|  | Bernard Drainville                | Parti québécois                                                                      | Marie-Victorin              |
|  | François Ouimet                   | Libéral                                                                              | Marquette                   |
|  | Jean-Paul Diamond                 | Libéral                                                                              | Maskinongé                  |
|  | Guillaume Tremblay                | Parti québécois                                                                      | Masson                      |
|  | Pascal Bérubé                     | Parti québécois                                                                      | Matane                      |
|  | Danielle Doyer                    | Parti québécois                                                                      | Matapédia                   |
|  | Johanne Gonthier                  | Libéral                                                                              | Mégantic-Compton            |
|  | Amir Khadir                       | Québec solidaire                                                                     | Mercier                     |
|  | Francine Charbonneau              | Libéral                                                                              | Mille-Îles                  |
|  | Denise Beaudoin                   | Parti québécois                                                                      | Mirabel                     |
|  | Pierre Arcand                     | Libéral                                                                              | Mont-Royal                  |
|  | Norbert Morin                     | Libéral                                                                              | Montmagny-L'Islet           |
|  | Raymond Bernier                   | Libéral                                                                              | Montmorency                 |
|  | Yolande James                     | Libéral                                                                              | Nelligan                    |
|  | Jean-Martin Aussant               | Parti québécois (2008-2011) Indépendant (2011) Option nationale (2011-2012)          | Nicolet-Yamaska             |
|  | Kathleen Weil                     | Libéral                                                                              | Notre-Dame-de-Grâce         |
|  | Pierre Reid                       | Libéral                                                                              | Orford                      |
|  | Raymond Bachand                   | Libéral                                                                              | Outremont                   |
|  | Norman MacMillan                  | Libéral                                                                              | Papineau                    |
|  | Nicole Léger                      | Parti québécois                                                                      | Pointe-aux-Trembles         |
|  | Charlotte L'Écuyer                | Libéral                                                                              | Pontiac                     |
|  | Michel Matte                      | Libéral                                                                              | Portneuf                    |
|  | Gilles Robert                     | Parti québécois                                                                      | Prévost                     |
|  | Marjolain Dufour                  | Parti québécois                                                                      | René-Lévesque               |
|  | Sylvain Simard                    | Parti québécois                                                                      | Richelieu                   |
|  | Yvon Vallières                    | Libéral                                                                              | Richmond                    |
|  | Irvin Pelletier                   | Parti québécois                                                                      | Rimouski                    |
|  | Mario Dumont (2008-2009)          | Action démocratique                                                                  | Rivière-du-Loup             |
|  | Jean D'Amour (2009-2012)          | Libéral                                                                              | Rivière-du-Loup             |
|  | Pierre Marsan                     | Libéral                                                                              | Robert-Baldwin              |
|  | Denis Trottier                    | Parti québécois                                                                      | Roberval                    |
|  | Louise Beaudoin                   | Parti québécois (2008-2011) Indépendant (2011-2012) Parti québécois (2012)           | Rosemont                    |
|  | François Legault (2008-2009)      | Parti québécois                                                                      | Rousseau                    |
|  | Nicolas Marceau (2009-2012)       | Parti québécois                                                                      | Rousseau                    |
|  | Daniel Bernard                    | Libéral                                                                              | Rouyn-Noranda–Témiscamingue |
|  | Monique Gagnon-Tremblay           | Libéral                                                                              | Saint-François              |
|  | Marguerite Blais                  | Libéral                                                                              | Saint-Henri–Sainte-Anne     |
|  | Émilien Pelletier                 | Parti québécois                                                                      | Saint-Hyacinthe             |
|  | Dave Turcotte                     | Parti québécois                                                                      | Saint-Jean                  |
|  | Jacques P. Dupuis (2008-2010)     | Libéral                                                                              | Saint-Laurent               |
|  | Jean-Marc Fournier (2010-2012)    | Libéral                                                                              | Saint-Laurent               |
|  | Claude Pinard                     | Parti québécois                                                                      | Saint-Maurice               |
|  | Martin Lemay                      | Parti québécois                                                                      | Sainte-Marie–Saint-Jacques  |
|  | François Bonnardel                | Action démocratique (2008-2012) Coalition avenir (2012)                              | Shefford                    |
|  | Jean Charest                      | Libéral                                                                              | Sherbrooke                  |
|  | Lucie Charlebois                  | Libéral                                                                              | Soulanges                   |
|  | Marie Malavoy                     | Parti québécois                                                                      | Taillon                     |
|  | Agnès Maltais                     | Parti québécois                                                                      | Taschereau                  |
|  | Mathieu Traversy                  | Parti québécois                                                                      | Terrebonne                  |
|  | Danielle St-Amand                 | Libéral                                                                              | Trois-Rivières              |
|  | Luc Ferland                       | Parti québécois                                                                      | Ungava                      |
|  | Camil Bouchard (2008-2009)        | Parti québécois                                                                      | Vachon                      |
|  | Martine Ouellet (2009-2012)       | Parti québécois                                                                      | Vachon                      |
|  | Patrick Huot                      | Libéral                                                                              | Vanier                      |
|  | Yvon Marcoux                      | Libéral                                                                              | Vaudreuil                   |
|  | Stéphane Bergeron                 | Parti québécois                                                                      | Verchères                   |
|  | Henri-François Gautrin            | Libéral                                                                              | Verdun                      |
|  | Emmanuel Dubourg                  | Libéral                                                                              | Viau                        |
|  | Vincent Auclair                   | Libéral                                                                              | Vimont                      |
|  | Jacques Chagnon                   | Libéral                                                                              | Westmount–Saint-Louis       |